# White Plum Asanga

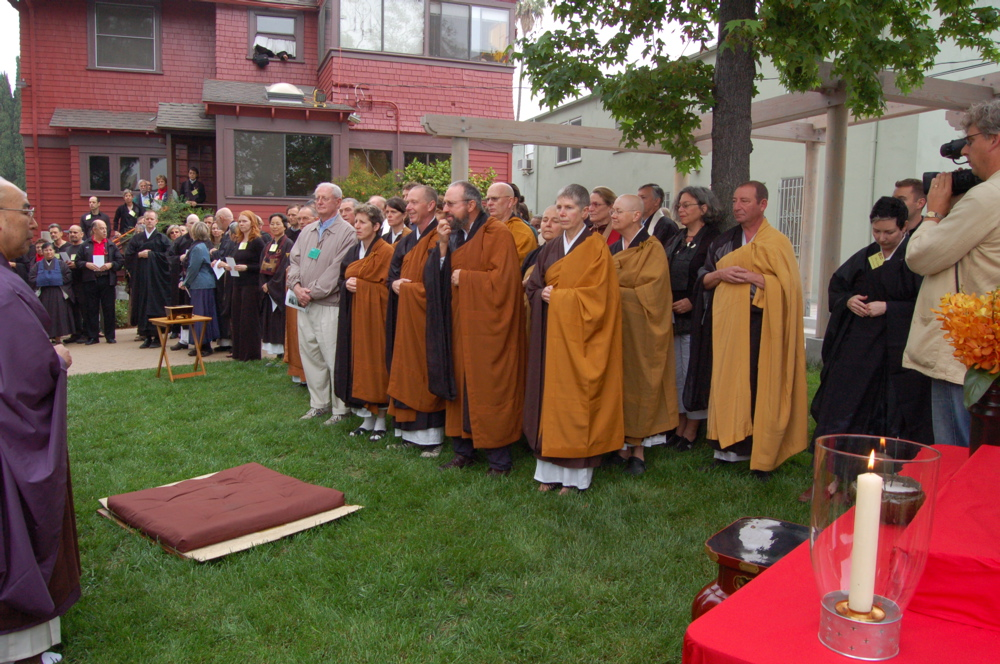
Viele Lehrer des White Plum Asanga beim 40-jährigen Jubiläum des Zen-Zentrums von Los Angeles

White Plum Asanga, manchmal auch White Plum Sangha genannt, ist eine lose (daher asangha) „Organisation von Gleichgesinnten, deren Mitglieder Leiter von Zen-Gemeinschaften in der Linie von Zen-Meister Hakuyu Taizan Maezumi sind“, gegründet von Hakuyu Taizan Maezumi und Tetsugen Bernard Glassman. Sie besteht aus Maezumis Dharma-Nachfolger und späteren Nachfolgern.  

## Charakterisierung
Die White Plum Asanga ist eine breit gefächerte Organisation in den Vereinigten Staaten und mit einer kleinen aber wachsenden Präsenz in Europa. Sie wurde 1979 informell von Maezumi und Tetsugen Bernard Glassman ins Leben gerufen, nach Maezumis Vater Baian Hakujun Dai-osho benannt und 1995, nach Maezumis Tod, gegründet. Tetsugen Bernard Glassman war der erste Präsident des White Plum Asanga, sein Nachfolger wurde Dennis Genpo Merzel. Nach Merzels Amtszeit wurde im Mai 2007 Gerry Shishin Wick zum Präsidenten von White Plum gewählt, bis 2013 Anne Seisen Saunders die aktuelle Präsidentin wurde.
Die White Plum Asanga ist in Europa mit einer wachsenden Präsenz vertreten. In Europa gibt es mehrere Zen-Zentren und Sanghas, darunter das Zendo Stäfa in der Schweiz, das zur White Plum Asanga gehört. Darüber hinaus sind Zen-Gruppen in Großbritannien, beispielsweise die Stone Water Zen Sangha in Liverpool, sowie in Deutschland aktiv. In den Niederlanden befindet sich zudem der internationale Zenriver Tempel, der zur White Plum Zen-Linie gehört. Dort lehren Tenkei Roshi und Myoho Roshi, die die Linie in Europa weitertragen.

## Mitglieder (Auswahl)
- Jan Chozen Bays[4]
- Merle Kodo Boyd
- Charles Tenshin Fletcher
- Tetsugen Bernard Glassman (Ehemaliger Präsident)
- Joan Halifax
- Robert Jinsen Kennedy
- John Daido Loori
- Peter Muryo Matthiessen
- Wendy Egyoku Nakao
- Pat Enkyo O'Hara
- John Tesshin Sanderson
- Gerry Shishin Wick (Ehemaliger Präsident)
- Michael Mugaku Zimmerman
- Diane Musho Hamilton

## Bedeutende Zentren

### USA
- Brevard Zen Center
- Great Plains Zen Center
- Great Vow Zen Monastery
- Kanzeon Zen Center
- Lost Coin Zen
- New York Zen Center for Contemplative Care

- Village Zendo
- Soji Zen Center
- Still Mind Zendo
- Sweetwater Zen Center
- Two Arrows Zen
- Upaya Institute and Zen Center
- Yokoji Zen Mountain Center
- Zen Center of Los Angeles. Das Zen Center of Los Angeles (ZCLA), auch Buddha Essence Temple genannt, ist ein 1967 von Hakuyu Taizan Maezumi gegründetes Zen-Zentrum.
- Zen Mountain Monastery. Ein Kloster und Trainingszentrum das Rinzai- und Sōtō-Zen-Traditionen vereint.

### Europa
- Buddhaweg Sangha. Deutsches Zen Zentrum Solingen (Robashin-Dojo)[5] und Zen-Dojo Köln-Zollstock[6]
- Zen River Temple. Internationales buddhistisches Ausbildungszentrum, das 2002 in den Niederlanden von Tenkei Coppens Roshi und Myoho Gabrysch Roshi gegründet wurde[7]
- Zen-Sangha Mainz. Die Zen Sangha Mainz wurde 1990 von Marzena Ryonen Rey Roshi gegründet. Ihre Mitglieder bilden eine Laiengemeinschaft von Zenpraktizierenden. Im Sinne der bewährten Traditionen des Zen streben sie eine Integration ihrer Praxis in den modernen Alltag an.
- Zen Zentrum Düsseldorf. Deutsches Zen Zentrum, das neben wöchentlichen Sitzperioden Vorträge, Sesshins und Zentage für Anfänger und Fortgeschrittene bietet.[8]